# 丸山清人
丸山 清人（まるやま きよと、1935年 - ）は、東京都杉並区生まれの銭湯絵師（いわゆるペンキ絵師）。日本に3人いるペンキ絵師の1人。同じペンキ絵師の中島盛夫とは兄弟弟子。

## 人物
1935年（昭和10年）東京都杉並区高円寺で生まれ、小学1年生のときに山梨県へ疎開し、高校まで過ごす。
1953年（昭和28年）、18歳の時に、父が働いていた叔父が経営する背景広告社に就職、叔父の丸山喜久男に師事する。25歳で独立、都内の銭湯の背景画を手がけるようになる。45歳の時に丸山工芸社を設立、銭湯以外にも個人宅や店舗、病院に老人ホームなどの風呂場にも背景画を描くようになる。また、イベントなどでライブペインティングなども行うようになった。

## 逸話
- 最盛期である1970年代には1日で2か所の銭湯で背景画を描き上げたことがあるという[4]。